# Anonyx orientalis
Anonyx orientalis är en kräftdjursart som beskrevs av Gurjanova 1962. Anonyx orientalis ingår i släktet Anonyx och familjen Uristidae. Inga underarter finns listade i Catalogue of Life.